# Aquilegia nigricans
Aquilegia nigricans är en ranunkelväxtart som beskrevs av Johann Christian Gottlob Baumgarten. Aquilegia nigricans ingår i släktet aklejor, och familjen ranunkelväxter. Inga underarter finns listade i Catalogue of Life.

## Bildgalleri

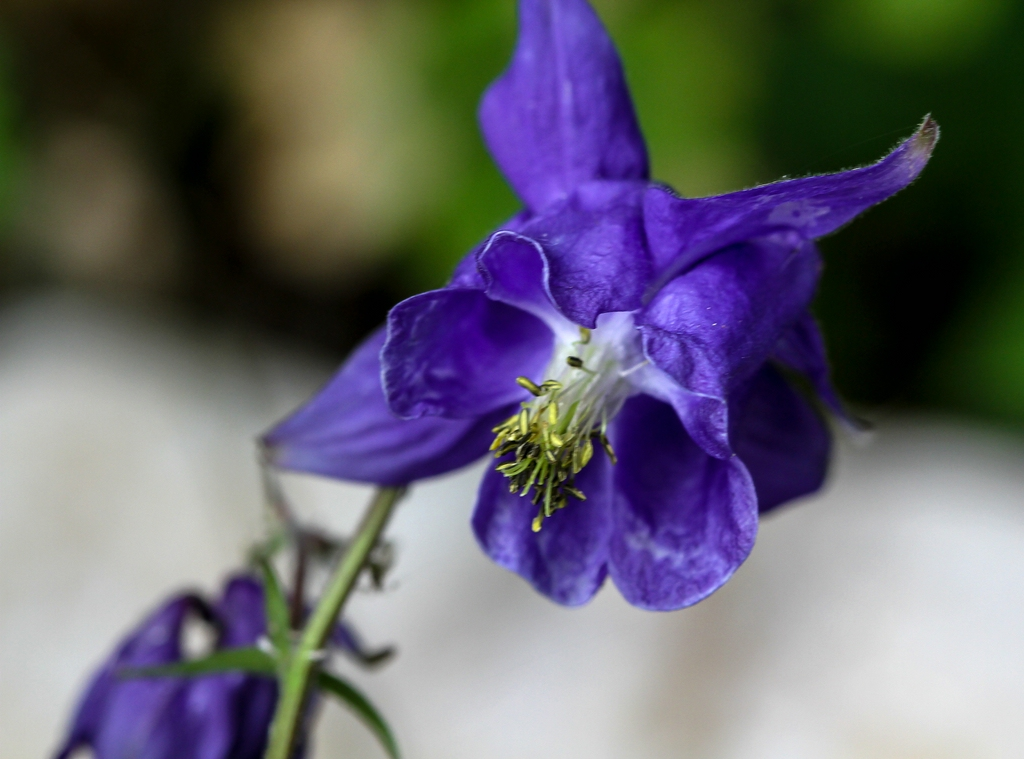
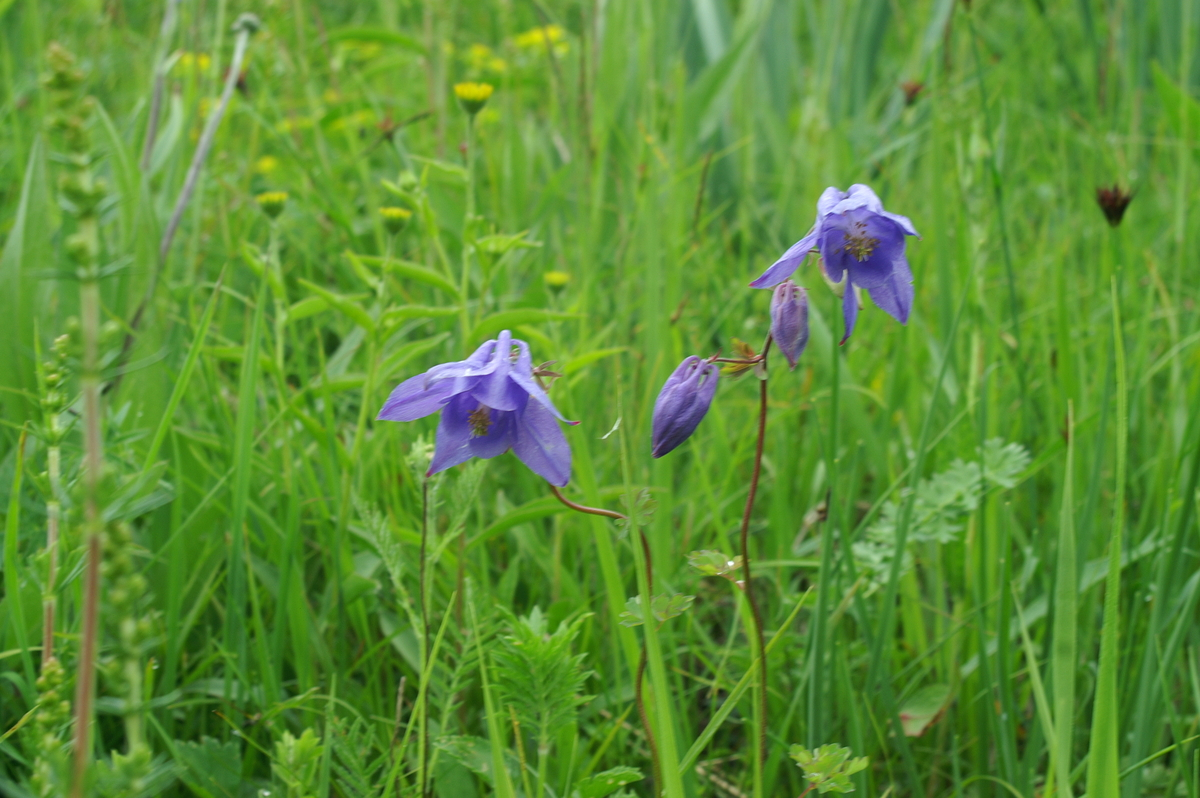
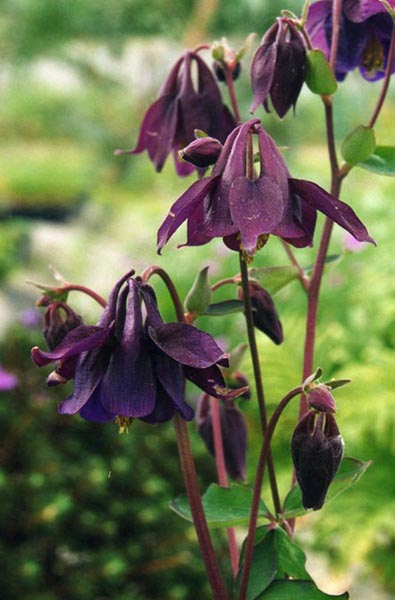